# Passaporte esloveno
O passaporte esloveno é emitido para cidadãos da Eslovênia para facilitar viagens internacionais. Todo cidadão esloveno é também um cidadão da União Europeia (EU). O passaporte, como a carteira de identidade nacional, permite direitos de circulação e de residência livres em qualquer dos estados da União Europeia e do Espaço Econômico Europeu.
De acordo com o "Visa Restrictions Index 2017", cidadãos eslovenos podem visitar 165 países sem necessidade de obtenção de visto ou com um visto concedido na chegada. Os eslovenos podem viver e trabalhar em qualquer país dentro da EU.
A carteira de identidade eslovena também é válida para viajar para outras repúblicas da antiga Iugoslávia: Bósnia e Herzegovina, Macedônia, Montenegro e Sérvia.

## Aparência física
O passaporte esloveno é de cor borgonha, como os outros passaportes europeus, com o Brasão de armas esloveno estampada no centro da capa. As palavras EVROPSKA UNIJA (União Europeia, em português) e REPUBLIKA SLOVENIJA (República da Eslovênia, em português) estão inscritas acima do brasão de armas e a palavra POTNI LIST (Passaporte, em português) está inscrita abaixo. Os passaportes emitidos em áreas bilíngues da Eslovênia também têm texto em italiano e húngaro abaixo do esloveno. Estas são UNIONE EUROPEA, REPUBBLICA DI ESLOVÉNIA e PASSAPORTO em italiano e EURÓPAI UNIÓ, SZLOVÉN KÖZTÁRSASÁG e ÚTLEVÉL em húngaro. O passaporte esloveno tem o símbolo de passaporte biométrico na parte inferior e usa o padrão da UE.

## Emissão
Para emissão do passaporte, o cidadão deve apresentar os seguintes documentos:
- Passaporte esloveno vencido. Na falta deste, carteira de identidade ou prova de nacionalidade eslovena;
- Foto biométrica.